# Nephrotoma kelimotoensis
Nephrotoma kelimotoensis är en tvåvingeart som beskrevs av Alexander 1936. Nephrotoma kelimotoensis ingår i släktet Nephrotoma och familjen storharkrankar. Inga underarter finns listade i Catalogue of Life.